# Ratna Rajya Lakshmi Devi
Ratna Rajya Lakshmi Devi (Katmandu, 19 agosto 1928) è stata regina consorte del Nepal dall'ascesa del marito il 13 marzo 1955 fino alla di lui morte il 31 gennaio 1972.

## Biografia
La sorella maggiore di Ratna, Indra Rajya Lakshmi Devi, aveva sposato il principe ereditario Mahendra nel 1940, morendo nel 1950. Due anni più tardi, Ratna sposò il cognato. La coppia non ebbe figli, ma Mahendra aveva già tre figli e tre figlie dal precedente matrimonio con Indra. 
Ratna divenne regina consorte dopo la morte del padre di Mahendra, re Tribhuvan, nel 1955.
Nel 1972 Mahendra subì un fatale attacco cardiaco mentre era a caccia nel Parco nazionale di Chitwan. Ratna divenne così Regina madre. 
L'ex Regina madre era famosa per il suo lavoro sociale nell'aiuto dei bambini in Nepal. 
La monarchia nepalese è stata abolita nel 2008 dopo l'elezione dell'Assemblea Costituente.